# 척새
척새(戚鰓, ? ~ 기원전 191년)는 전한의 정치가이다. 개국공신 서열 116위로 임원후(臨轅侯)에 봉해졌다.

## 행적
고제가 거병하였을 때 낭(郞)이 되어 따랐으며, 도위(都尉)가 되어 기성(蘄城)을 지켰다.
고제 11년(기원전 196), 중위(中尉)에 임명되고 임원후에 봉해졌다.

## 출전
- 사마천, 《사기》 권18 고조공신후자연표(高祖功臣侯者年表)
- 반고, 《한서》 권19하 백관공경표(百官公卿表) 下

| 전임 병천 | 전한의 중위 기원전 196년 ~ 기원전 195년? | 후임 영상? 당려? |

|  | 전한의 임원후 기원전 196년 음력 2월 을유일 ~ 기원전 191년 | 후임 아들 임원이후 척촉 |